# Alterbordsforside
Antemensale, antependium, alteromhæng, frontale eller alterbordsforside er et stykke træ eller klæde foran alterbordet.
Det kaldes et antependium, hvis det er af tekstil.
Alteromhænget kaldes antemensale, hvis det er træ, marmor eller metal.
Alterbordforsider kan være bemalede som i Tirstrup Kirke og Torslunde Kirke. De kan være forgyldte, gyldne altre, som i Sahl Kirke.